# La Iruela
La Iruela är en ort i Spanien.   Den ligger i provinsen Provincia de Jaén och regionen Andalusien, i den södra delen av landet, 280 km söder om huvudstaden Madrid. La Iruela ligger 886 meter över havet och antalet invånare är 1 824.
Terrängen runt La Iruela är lite bergig. Runt La Iruela är det ganska glesbefolkat, med 34 invånare per kvadratkilometer. Närmaste större samhälle är Cazorla, 0,81 km sydväst om La Iruela. 